# Segundo espectro solar

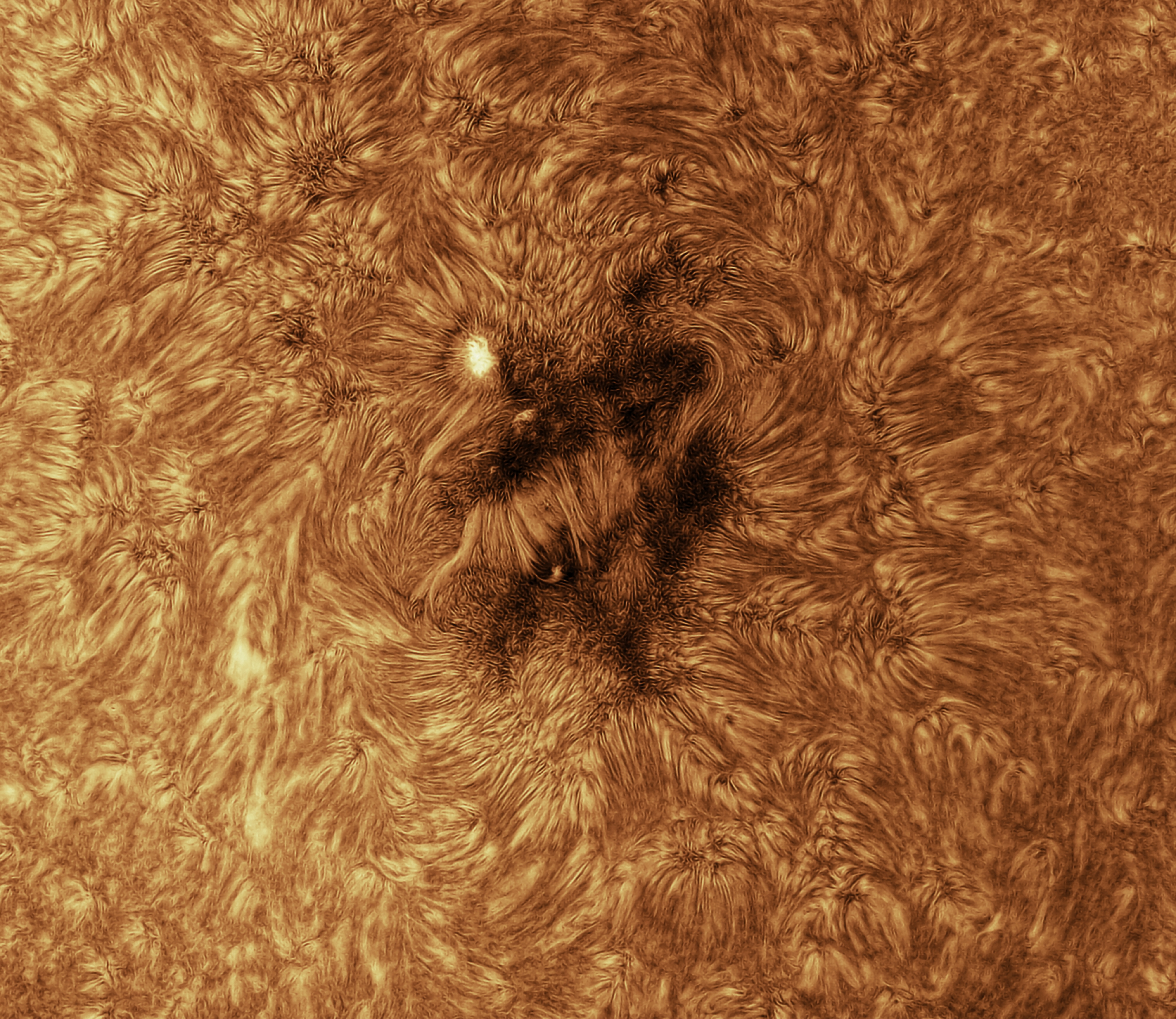
Fotografía de una región solar de alta actividad electromagnética (8 de octubre de 2016)

El segundo espectro solar es un espectro electromagnético del Sol que muestra el grado de polarización lineal. El término fue acuñado por VV Ivanov en 1991. La polarización es máxima cerca de la extremidad (borde) del Sol, por lo tanto, el mejor lugar para observar dicho espectro es justo dentro de la extremidad. También es posible obtener luz polarizada desde el exterior de la extremidad, pero como es mucho más tenue en comparación con el disco del Sol, la luz dispersa la contamina muy fácilmente. 
El segundo espectro solar difiere significativamente del espectro solar determinado por la intensidad de la luz. Grandes efectos vienen alrededor de las líneas Ca II K y H. Estos tienen efectos amplios 200 Å de ancho y muestran un signo de inversión en sus centros. Las líneas moleculares con una polarización más fuerte que el fondo debido a MgH y C2 son comunes. Los elementos de tierras raras se destacan mucho más de lo esperado del espectro de intensidad. 
Otras líneas impares incluyen Li I en 6708 Å que tiene un 0.005% más de polarización en su pico, pero es casi inobservable en el espectro de intensidad. El Ba II 4554 Å aparece como un triplete en el segundo espectro solar. Esto se debe a los diferentes isótopos y a la estructura hiperfina.
Las líneas D1 de sodio y bario (líneas en 5896 Å 4934 Å) que se predijo que no estaban polarizadas, pero sin embargo están presentes en este espectro.

## Continuo
El continuo en el espectro es la luz con longitudes de onda entre las líneas. La polarización en el continuo se debe a la dispersión de Rayleigh por átomos de hidrógeno neutros (HI) y la dispersión de Thomson por electrones libres. La mayor parte de la opacidad en el sol se debe al ion hidruro, H , que sin embargo no altera la polarización. En 1950, Subrahmanyan Chandrasekhar encontró una solución para el grado de polarización debido a la dispersión, y predijo una polarización del 11.7% en la extremidad del Sol. Pero en ninguna parte cerca de este nivel se observa. Lo que sucede en la extremidad es que hay un bosque de espículas que sobresale del borde, por lo que no es posible ponerse en paralelo a una superficie tan rugosa. 
Para la mayor parte del disco solar, el grado de polarización lineal del continuo es inferior al 0,1%, pero se eleva al 1% en la extremidad. La polarización también depende en gran medida de la longitud de onda, y para cerca del ultravioleta 3000 Å la luz cerca de la extremidad está 100 veces más polarizada que la luz roja a 7000 Å. En el límite de la serie Balmer, se produce un cambio en el que, a longitudes de onda más cortas, las transiciones de la serie Balmer más unidas causan más opacidad. Esta opacidad adicional reduce el grado de polarización en un factor de dos cerca de 3746 Å. 